# Хильдебольд фон Вунсторф
Хильдебольд фон Вунсторф — архиепископ Бремена в 1258—1273 годах. В 1240 году стан каноником в Бремене, затем в 1250 архидьяконом в Рустрингене. В 1258 году помимо Хильдебольда на титул также претендовал Герхард фон дер Липпе — внучатый племянник предыдущего архиепископа Герхарда II Липпе. Дело дошло до открытого военного столкновения между домами Липпе с одной стороны и Ольденбургов с другой, однако 17 апреля 1259 года папа Александр IV подтвердил титул Хильдебольда.